# 김명선 (1956년)
김명선(金明鮮, 1956년 10월 6일 ~ )은 대한민국 충청남도의회 의원이다.

## 학력
- 예산농업전문대학교 졸업
- 순천향대학교 산업대학원 행정학과 중퇴
- 공주대학교 농학과 졸업

## 경력
- 1995.07 ~ 1998.06 : 제2대 당진군의회 의원
- 1998.07 ~ 2002.06 : 제3대 당진군의회 의원
- 2002.07 ~ 2006.06 : 제4대 당진군의회 의원
- 2006.07 ~ 2010.06 : 제5대 당진군의회 의원
  - 2006.07 ~ 2008.06 : 제5대 당진군의회 전반기 의장
- 2010.07 ~ 2014.03 : 제6대 당진군의회 의원
- 2014년 7월 1일 ~ 2018년 6월 30일: 제10대 충청남도의회 의원
- 2018년 7월 1일 ~ 2022년 6월 30일: 제11대 충청남도의회 의원

## 역대 선거 결과
|  | 42.93% |

|  | 58.26% |

|  | 66.7% |

|  | 17.58% |

|  | 29.85% |

|  | 45.32% |

|  | 66.16% |